# Canton de Montaigut
Le canton de Montaigut est une ancienne division administrative française située dans le département du Puy-de-Dôme en région Auvergne. Il a été supprimé en 2015 à la suite du redécoupage des cantons du département.

## Géographie
Ce canton est organisé autour de Montaigut dans l'arrondissement de Riom. Son altitude varie de 390 m (Lapeyrouse) à 743 m (Youx) pour une altitude moyenne de 546 m.

## Histoire
- De 1833 à 1848, les cantons de Montaigut et de Pionsat avaient le même conseiller général. Le nombre de conseillers généraux était limité à 30 par département[1].
- Le canton a été supprimé en 2015 à la suite du redécoupage des cantons du Puy-de-Dôme, appliqué le 25 février 2014 par décret : les dix communes intègrent le nouveau canton de Saint-Éloy-les-Mines[2].

## Représentation

### Conseillers généraux de 1833 à 2015
| Période   | Période      | Identité                            | Étiquette      | Qualité |
| --------- | ------------ | ----------------------------------- | -------------- | --- |
| 1833      | 1839         | Antoine Thévenin                    | Bonapartiste   | Propriétaire du château de Montcloux à Montaigut-en-Combraille Conseiller à la Cour impériale de Riom Député (1791-1792, 1795-1814) |
| 1839      | 1848 (décès) | Gilbert Mangerel (1795-1848)        | Républicain    | Notaire, maire de Pionsat |
| 1848      | 1855 (décès) | Jean Auguste Laville                | Républicain    | Notaire à Montaigut-en-Combraille                                                                                                   |
| 1856      | 1904         | Adolphe Laville (fils du précédent) | Républicain    | Propriétaire, notaire Maire de Montaigut-en-Combraille (1876-1878) Député (1881-1906)                                               |
| 1904      | 1910         | Ernest Bravy                        | Rad.           | Maire de Montaigut-en-Combraille, suppléant du juge de paix, conseiller d'arrondissement                                            |
| 1910      | 1938 (décès) | Ludovic Michel                      | SFIO           | Médecin Maire de Montaigut-en-Combraille (1912-1938)                                                                                |
| 1938      | 1940         | André Michel fils du précédent      | Rad.           | Médecin Maire de Montaigut-en-Combraille Nommé conseiller départemental en 1942                                                     |
|           |              |                                     |                | |
| 1945      | 1972 (décès) | André Michel                        | Rad.           | Médecin Maire de Montaigut-en-Combraille (1938-1972)                                                                                |
| 1973      | mars 1979    | Michel Duval                        | RI puis UDF-PR | Inspecteur de l'économie nationale Député (1967-1973) Maire de Saint-Éloy-les-Mines (1971-2007)                                     |
| mars 1979 | 1989 (décès) | Jean-Paul Toucas (1937-1989)        | PS             | Docteur en médecine Maire de Montaigut-en-Combraille (1973-1989)                                                                    |
| 1989      | mars 1992    | Jean Michel                         | PS             | Avocat Maire de Lapeyrouse (1977-2020) Conseiller régional (1986-1992) Député (1997-2012)                                           |
| mars 1992 | mars 2004    | Michel Duval                        | DL puis UMP    | Maire de Saint-Éloy-les-Mines (1971-2007)                                                                                           |
| mars 2004 | 2015         | Pierrette Daffix-Ray                | PS puis DVG    | Maitre de conférences à la Faculté de droit Maire de Youx (1998-2024) Élue en 2015 dans le canton de Saint-Éloy-les-Mines           |

### Conseillers d'arrondissement (de 1833 à 1940)
| Période                                  | Période      | Identité                         | Étiquette      | Qualité |
| ---------------------------------------- | ------------ | -------------------------------- | -------------- | --- |
| 1833                                     | 1846         | Jean Baptiste Antoine Bichard    |                | Maire de Montaigut                                                                                          |
| 1846                                     | 1848         | Jean-Auguste Laville (1800-1855) |                | Notaire à Montaigut                                                                                         |
| 1848                                     | 1871         | Jean-Baptiste Battu              |                | Notaire à Montaigut                                                                                         |
| 1871                                     | 1880         | Pierre Brody de Lamothe          |                | Notaire à Montaigut                                                                                         |
| 1880                                     | 1892         | Claude Vaillant                  |                | Notaire honoraire à Bellaigue, commune de Virlet                                                            |
| 1892                                     | 1901         | Gilbert Conchon (1846-1927)      | Socialiste POF | Délégué mineur, adjoint au maire de Saint-Éloy-les-Mines Premier élu socialiste du Puy-de-Dôme              |
| 1901                                     | 1904         | Ernest Bravy-Sauret              | Radical        | Adjoint au maire de Montaigut                                                                               |
| 2 oct. 1904                              | 1919         | Jean-Baptiste Duchet (1868-1948) | SFIO           | Mineur, maire de Saint-Éloy-les-Mines (1904-1919)                                                           |
| 1919                                     | 1930 (décès) | Gabriel Blanc (1869-1930)        | SFIO           | Maire de Saint-Éloy-les-Mines (1919-1930)                                                                   |
| 1930                                     | 1940         | Émile Tailhardat                 | SFIO           | Adjoint au maire de Saint-Éloy-les-Mines                                                                    |
| 1940                                     |              |                                  |                | Les conseils d'arrondissement ont été suspendus par la loi du 12 octobre 1940 et n'ont jamais été réactivés |
| Les données manquantes sont à compléter. |              |                                  |                | |

## Composition
Le canton de Montaigut groupe 10 communes et compte 7 713 habitants en 2012 (population municipale).
| Nom                                 | Code Insee | Intercommunalité         | Population (dernière pop. légale) |
| ----------------------------------- | ---------- | ------------------------ | --------------------------------- |
| Montaigut-en-Combraille (chef-lieu) | 63233      | CC du Pays de Saint-Éloy | 1 006 (2014)                      |
| Ars-les-Favets                      | 63011      | CC du Pays de Saint-Éloy | 230 (2014)                        |
| Buxières-sous-Montaigut             | 63062      | CC du Pays de Saint-Éloy | 235 (2014)                        |
| La Crouzille                        | 63130      | CC du Pays de Saint-Éloy | 273 (2014)                        |
| Durmignat                           | 63140      | CC du Pays de Saint-Éloy | 198 (2014)                        |
| Lapeyrouse                          | 63187      | CC du Pays de Saint-Éloy | 561 (2014)                        |
| Moureuille                          | 63243      | CC du Pays de Saint-Éloy | 313 (2014)                        |
| Saint-Éloy-les-Mines                | 63338      | CC du Pays de Saint-Éloy | 3 688 (2014)                      |
| Virlet                              | 63462      | CC du Pays de Saint-Éloy | 273 (2014)                        |
| Youx                                | 63471      | CC du Pays de Saint-Éloy | 921 (2014)                        |

## Démographie
| 1962   | 1968   | 1975   | 1982   | 1990  | 1999  | 2006  | 2011  | 2012  |
| ------ | ------ | ------ | ------ | ----- | ----- | ----- | ----- | ----- |
| 13 844 | 12 849 | 11 330 | 10 408 | 9 138 | 8 297 | 8 034 | 7 747 | 7 713 |